# Apiaká
Gli Apiaká  sono un gruppo etnico del Brasile con una popolazione stimata in 1.000 individui nel 2009 (Funasa).

## Lingua
Parlano la lingua apiaká (codice ISO 639-3 api) che appartiene alle lingue tupi-guaraní. Negli anni ottanta la lingua era sull'orlo dell'estinzione in quanto erano pochi i membri che ancora la utilizzavano, la maggior parte della comunità utilizzava il portoghese.

## Insediamenti
Vivono negli stati brasiliani del Mato Grosso e del Pará,  sulle rive dei fiumi Arinos e Juruena, compresi i loro affluenti tra cui il Teles Pires. Questa zona è denominata Pontal do Mato Grosso o Pontal dos Apiacás.
I villaggi Apiaká sono sette:
- Mayrob e Figueirinha, situati sulla riva destra del Rio dos Peixes (territorio indigeno Apiaká Kayabi, Mato Grosso);
- Mairowy, sulla riva sinistra del Teles Pires (territorio indigeno dei Kaiabi, Mato Grosso),
- Bom Futuro e Vista Alegre, sulla riva destra del Teles Pires (territorio indigeno dei Munduruku, Parà);
- Minhocuçu, sulla riva destra del Teles Pires (territorio indigeno dei Kayabi, Parà)
- Pontal, sulla riva destra del Juruena, in un'area in corso di identificazione ufficiale da parte del Funai (Mato Grosso).

Altri Apiakà vivono in alcune città del Mato Grosso settentrionale (Porto dos Gaúchos e Juara), del Pará (Jacareacanga, Pimental, Itaituba, Santarém e Belém) e dell'Amazonas (Barra de São Manoel e Apuí). Altri sono dispersi in alcuni villaggi Munduruku (Missão Cururu, Posto Teles Pires e Sapezal) e in un villaggio Kaiabi (Tatuí). Alcuni Apiakà hanno parlato anche di gruppi che vivono in una zona isolata del Pontal do Mato Grosso, nella fitta foresta a nord-ovest dello Stato.